# Морелле, Андре
Андре́ Морелле́ (фр. André Morellet, 7 марта 1727 — 12 января 1819) — французский аббат и писатель, энциклопедист и переводчик, член Французской академии.
Первым литературным произведением Морелле была брошюра «Petit écrit sur une matière interessante» (1756), где под предлогом защиты гонимых церковью протестантов и янсенистов остроумно осмеяно католическое духовенство.

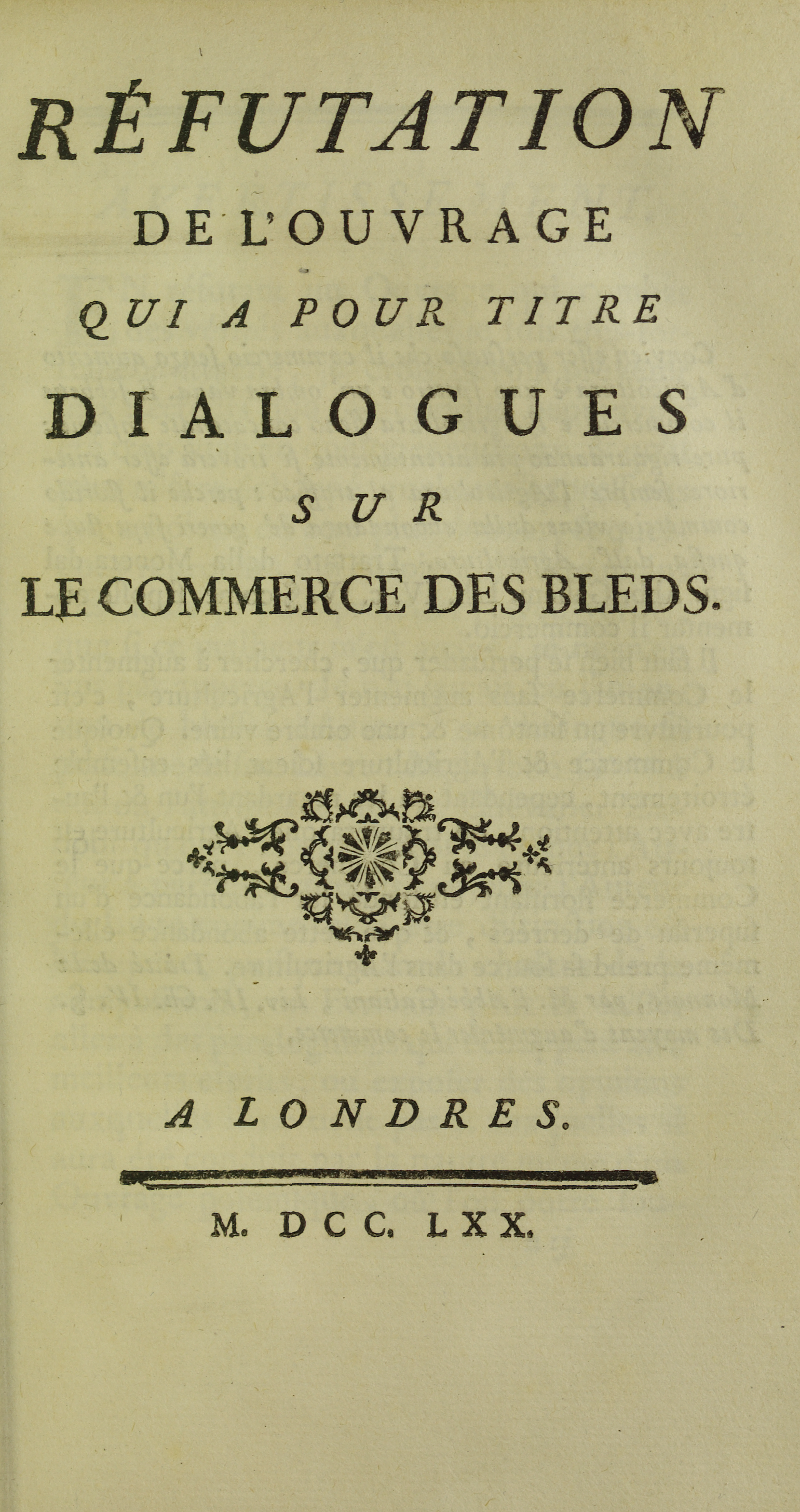
Réfutation de l'ouvrage qui a pour titre Dialogues sur le commerce des bleds, 1770

Дидро и д’Аламбер завербовали его в сотрудники «Энциклопедии» по части богословия и метафизики, и некоторые из написанных им для этого издания статей (напр. «Fatalité», «Figures», «Fils de Dieu», «Foi», «Fondamentaux [articles]») не утратили интереса. Появление комедии «Les Philosophes», в которой Палиссо ядовито нападал на энциклопедистов, вызвала со стороны Морелле резкую отповедь «Préface de la comédie des Philosophes» (1760), за которую он поплатился двухмесячным заключением в Бастилии.
В 1766 г. Морелле издал удачный перевод знаменитой книги Беккариа. Экономическими своими трактатами он способствовал отмене в 1769 г. привилегий индийской торговой компании.
«Nouveau dictionnaire du Commerce», предпринятый Морелле, не был доведен до конца вследствие революции. Неоднократно Морелле выступал в защиту идей Вольтера и в своей полемике был необычайно задорен и язвителен (Вольтер сострил о ней, что ему впору бы называться не «Morellet», а «Mords les»).
Движение, предшествовавшее революции 1789 г. было встречено Морелле весьма сочувственно; в ряде брошюр он обсуждал вопрос о расширении представительства третьего сословия на Генеральных штатах, предлагал секуляризировать церковные имущества и т. д. Крушение монархического строя и торжество радикальных теорий оттолкнули Морелле от революции. Французская академия обязана ему сохранением её архива и словарного материала, которые он по упразднении академии (в 1792 г.) сберег у себя и передал в 1803 г. во Французский институт.
Во время империи Морелле был членом законодательного корпуса. В 1818 г. он издал сборник прежних своих статей («Mélanges dé littérature et de philosophie au XVIII siècle»). Вражда к революции не помешала Морелле остаться до конца приверженцем свободомыслия и философии XVIII в. После его смерти изданы «Mémoires sur la seconde moitié du XVIII siècle et sur la Révolution» (Париж, 1821 и 1823).